# Артемидор Эфесский
Артеми́дор Эфесский (др.-греч. Ἀρτεμίδωρος Ἐφέσιος) — греческий географ I века до н. э.
Автор «Перипла» в одиннадцати книгах, созданного во время своих путешествий по Средиземному и Красному морям, а также по Атлантике, на которые часто ссылается в своих работах Страбон — греческий географ и историк, живший несколько позднее. 
Работа Артемидора Эфесского сохранилась лишь в виде небольших фрагментов.
Два папирусных фрагмента были обнаружены в конце XX века. Сенсационная находка содержала в себе первую известную карту Пиренейского полуострова, а также много иллюстраций. Банк Турина приобрёл папирус Артемидора Эфесского за 3 369 850 долларов США. Публикация его текста в 2008 году вызвала оживленную научную дискуссию (ряд ученых объявили папирус подделкой XIX века), пока не завершенную.